# Alexei Alexandrowitsch Ostroumow
Alexei Alexandrowitsch Ostroumow (russisch Алексей Александрович Остроумов; * 29. Januarjul. / 10. Februar 1858greg. in Simbirsk; † 1925) war ein russischer Zoologe, Hydrobiologe und Hochschullehrer.

## Leben
Ostroumow besuchte 1874–1878 das Simbirsker Gymnasium und studierte dann an der Kaiserlichen Universität Kasan mit Abschluss 1882. Bereits während des Studiums arbeitete er in dem von Nikolai Michailowitsch Melnikow geleiteten zoologischen Kabinett. Er blieb an der Universität und bereitete sich als Stipendiat auf eine Zoologie-Professur vor. 1883 wurde er an die Neurussische Universität in Odessa geschickt und arbeitete in der Zoologischen Station Sewastopol. 1884 legte er die Magister-Prüfung für Zoologie ab, worauf er in die Zoologische Station Neapel geschickt wurde.
Nach der Rückkehr 1886 nach Kasan wurde Ostroumow Privatdozent für Vergleichende Histologie. 1887 verteidigte er seine Magister-Dissertation über die Systematik und Morphologie der Moostierchen der Sewastopoler Bucht. An der Universität Kasan hielt Ostroumow nun Vorlesungen über Histologie und Zoologie der Wirbeltiere und setzte seine embryologischen und hydrobiologischen Untersuchungen fort. 1888 verteidigte er seine Doktor-Dissertation über die Entwicklung der Echsen. Sein Hauptarbeitsgebiet war jedoch die Ichthyologie, wobei er sich auf den Sterlet konzentrierte.
Ab 1891 leitete Ostroumow die Zoologische Station Sewastopol. Er nahm an der 2. Schwarzmeer-Tiefsee-Expedition 1891 teil und untersuchte die Fauna des Schwarzen, des Asowschen und des Marmarameeres sowie auch die Fauna der Flussmündungen der Flüsse an der Nordküste des Schwarzen Meeres.
Im August 1897 wurde Ostroumow als Professor für Zoologie an die Universität Kasan berufen. Im Dezember 1897 wurde er Mitglied der Gesellschaft der Naturforscher an der Universität Kasan. 1898 reiste er mit Unterstützung der Gesellschaft der Naturforscher ans Kaspische Meer. Er machte sich mit der Fauna der Wolga und ihres flachen Mündungsgebiets sowie des Mündungsgebiets der Kura vertraut. Als Leiter des Zoologischen Kabinetts der Universität vervollständigte er die Sammlung zur Fauna der Peter-der-Große-Bucht des von Eduard Friedrich Eversmann gegründeten Zoologischen Museums. Ostroumow erstellte einen vollständigen Katalog des Museums, indem er den Zoologen Sergei Alexejewitsch Sernow, der sich als Verwaltungsverbannter in Kasan aufhielt, die Sammlungen katalogisieren ließ. Er setzte sich sehr für die Frauenbildung ein. Unter seinem Vorsitz fanden die Sitzungen der Gesellschaft für die Einrichtung der Höheren Physik-Mathematik-Kurse für Frauen in Kasan statt, für die er dann Assistent des Direktors war.
1912 wurde Ostroumow zum Präsidenten der Gesellschaft der Naturforscher an der Universität Kasan als Nachfolger Boris Konstantinowitsch Polenows gewählt. 1916 gründete Ostroumow eine hydrobiologische Station im Mündungsgebiet der Swijaga, die dann die Zoologische Station der Universität Kasan wurde. Nach der Oktoberrevolution wurde er 1919 Ehrenmitglied der Gesellschaft der Naturforscher an der Universität Kasan. 1925 wählte ihn die Moskauer Gesellschaft der Naturforscher zu ihrem Ehrenmitglied. Auch war er Ehrenmitglied der Permer Gesellschaft der Naturforscher und Vollmitglied einiger wissenschaftlicher Gesellschaften.